# Вестервейзенд
Вестервейзенд (нід. Westerwijzend) — селище в нідерландській провінції Північна Голландія. Входить до муніципалітету Дрехтерланд.

## Галерея

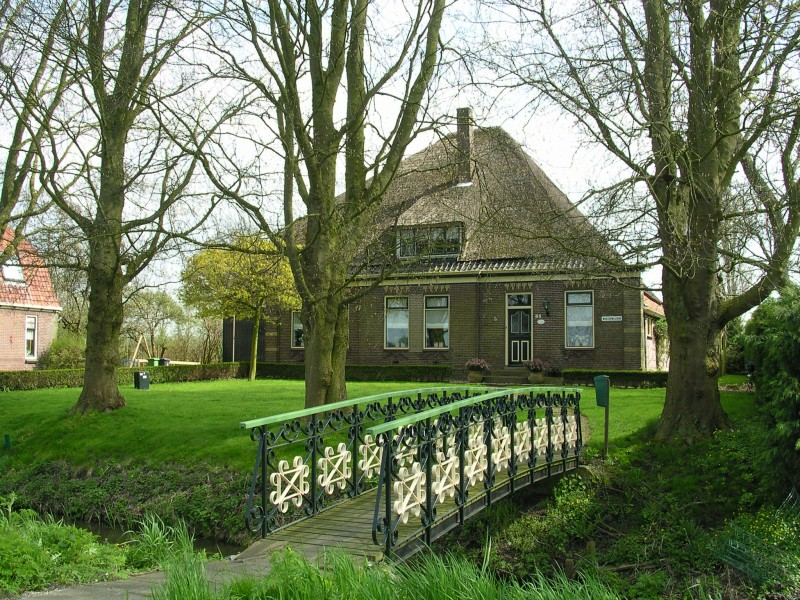
Місток до фермерського будинку